# Mungyeong
Mungyeong (Hangul: 문경) is een middelgrote stad in de Zuid-Koreaanse provincie Gyeongsangbuk. Mungyeong kent een lange geschiedenis en telt vele historische en toeristische trekpleisters. De naam Mungyeon betekent zoiets als "goed nieuws vernemen".